# Cupa României 1964-1965
La Cupa României 1964-1965 è stata la 27ª edizione della coppa nazionale disputata tra il 6 marzo e l'11 luglio 1965 e conclusa con la vittoria dello Știința Cluj, al suo primo titolo.

## Sedicesimi di finale
Gli incontri si sono disputati tra il 6 e l'8 marzo 1965.
| Squadra 1            | Risultato | Squadra 2           |
| -------------------- | --------- | ------------------- |
| Textila Buhuși       | 0 - 1     | Dinamo Pitești      |
| Recolta Carei        | 0 - 1     | Farul Constanța     |
| Clujeana Cluj        | 0 - 1 dts | ASA Târgu-Mureș     |
| AS Cugir             | 0 - 1     | UTA Arad            |
| Știința Galați       | 0 - 3     | Dinamo Bucarest     |
| Victoria Giurgiu     | 0 - 1     | Minerul Baia Mare   |
| Minerul Lupeni       | 3 - 0     | Crișul Oradea       |
| Marina Mangalia      | 0 - 0     | CSMS Iași           |
| Olimpia Oradea       | 0 - 1     | Progresul București |
| Metalul Pitești      | 1 - 2     | Petrolul Ploiești   |
| Metalul Rădăuți      | 0 - 5     | Steagul Roșu Brașov |
| CSM Reșița           | 1 - 2     | Știința Cluj        |
| CFR Roșiori          | 1 - 0     | Flacăra Moreni      |
| Metalul Târgoviște   | 2 - 1 dts | Știința Craiova     |
| Arieșul Turda        | 1 - 8     | Steaua Bucarest     |
| Siderurgistul Galați | 0 - 3     | Rapid Bucarest      |

## Ottavi di finale
Gli incontri si sono disputati il 17 marzo 1965.
| Squadra 1           | Risultato | Squadra 2           |
| ------------------- | --------- | ------------------- |
| Știința Cluj        | 2 - 1     | Farul Constanța     |
| Rapid Bucarest      | 5 - 0     | CFR Roșiori         |
| Dinamo Pitești      | 2 - 1     | Steagul Roșu Brașov |
| ASA Târgu-Mureș     | 3 - 1     | Minerul Baia Mare   |
| Dinamo Bucarest     | 1 - 0     | Petrolul Ploiești   |
| CSMS Iași           | 2 - 1     | Steaua Bucarest     |
| Progresul București | 2 - 0 dts | Minerul Lupeni      |
| Metalul Târgoviște  | 1 - 0     | UTA Arad            |

## Quarti di finale
Gli incontri si sono disputati il 30 giugno 1965.
| Squadra 1           | Risultato | Squadra 2          |
| ------------------- | --------- | ------------------ |
| Progresul București | 4 - 1     | CSMS Iași          |
| Dinamo București    | 5 - 0     | Metalul Târgoviște |
| Dinamo Pitești      | 1 - 1 dts | Rapid Bucarest     |
| Știința Cluj        | 3 - 1     | ASA Târgu-Mureș    |

## Semifinali
Gli incontri si sono disputati il 4 luglio 1965.
| Squadra 1      | Risultato | Squadra 2           |
| -------------- | --------- | ------------------- |
| Știința Cluj   | 2 - 2 dts | Progresul București |
| Dinamo Pitești | 1 - 0     | Dinamo București    |

## Finale
La finale venne disputata l'11 luglio 1965 a Bucarest.
| Arbitro: | Nicolae Mihăilescu (Bucarest) |

|                                       |           |                  |
| Remus Câmpeanu 11’ Zoltan Ivansuc 55’ | Marcatori | 65’ Mihai Țurcan |